# Apolon iz Mantove
Apolon iz Mantove i njegove varijante rani su oblici tipa statue Apolona Citharoedusa, u kojem bog drži kitaru u lijevoj ruci. Pismo, prvi otkriveni primjerak, nazvan je po svom položaju u Mantovi; tip je predstavljen neo-atičkim carskim rimskim kopijama kasnog 1. ili ranog 2. stoljeća, po uzoru na navodni grčki brončani izvornik izrađen u drugoj četvrtini 5. stoljeća prije Krista, u stilu sličnom Polikletovim djelima, ali arhaičnijim. Apolon je držao kitaru na svojoj ispruženoj lijevoj ruci, od koje u primjeru iz Louvrea (ilustracija) fragment jednog uvijajućeg pomičnog roga uspravno ostaje na njegovom bicepsu.
Pronađeno je više od desetak drugih replika tog tipa, a glavne su one koje se čuvaju u nacionalnim muzejima u Napulju i Mantovi.
Izgubljeni original bio bi brončani. Ponekad se spominje ime Fidijinog učitelja, Hegije iz Atene, ali nema sačuvanih primjera Hegijina djela prema kojima bi se moglo suditi.
Primjeri uključuju:
- Napuljski Apolon iz Mantove, bronca pronađena u Pompejima, u Nacionalni arheološki muzej, Napulj (inv. 5630).
- Louvre Apollo iz Mantove, nekadašnji u Bibliothèque Mazarine, ušao je u muzej 1871.
- Umjetnički muzej Fogg Apolon iz Mantove, rimska brončana[1] glava tipa Apolona iz Mantove, izvorno veličine jedne trećine prirodne veličine.

## Daljnje čitanje
- Congdon, Lenore O. Keene Congdon, 1963. "The Mantua Apollo of the Fogg Art Museum", American Journal of Archaeology 67.1 (siječanj 1963.), str. 7–13.
- Louvre katalog

## Vanjske poveznice
|  | Zajednički poslužitelj ima još gradiva o temi Apolon iz Mantove |